# Cyrtauchenius
Cyrtauchenius és un gènere d'aranyes migalomorfes de la família dels cirtauquènids (Cyrtaucheniidae). Fou descrit per primer cop l'any 1869 per Thorell.
L'any 2017, segons el World Spider Catalog, aquest gènere tenia reconegudes 14 espècies, totes d'Algèria amb l'excepció de Cyrtauchenius talpa que viu a l'Estat Units.

## Espècie
Cyrtauchenius comprèn les espècies següents:
- Cyrtauchenius artifex (Simon, 1889)
- Cyrtauchenius bedeli Simon, 1881
- Cyrtauchenius bicolor (Simon, 1889)
- Cyrtauchenius castaneiceps (Simon, 1889)
- Cyrtauchenius dayensis Simon, 1881
- Cyrtauchenius inops (Simon, 1889)
- Cyrtauchenius latastei Simon, 1881
- Cyrtauchenius longipalpus (Denis, 1945)
- Cyrtauchenius luridus Simon, 1881
- Cyrtauchenius maculatus (Simon, 1889)
- Cyrtauchenius structor (Simon, 1889)
- Cyrtauchenius talpa Simon, 1891
- Cyrtauchenius terricola (Lucas, 1846) (espècie tipus)
- Cyrtauchenius vittatus Simon, 1881